# سومی شیماموتو
سومی شیماموتو (انگلیسی: Sumi Shimamoto; ۸ دسامبر ۱۹۵۴ – ) صداپیشه، و بازیگر اهل ژاپن بود.